# Albin Kurti
Albin Kurti, né le 24 mars 1975, est un homme politique kosovar. Il est le fondateur du parti politique Autodétermination et brièvement Premier ministre en 2020, puis à nouveau depuis 2021.

## Parcours politique

### Lutte pour l'indépendance du Kosovo

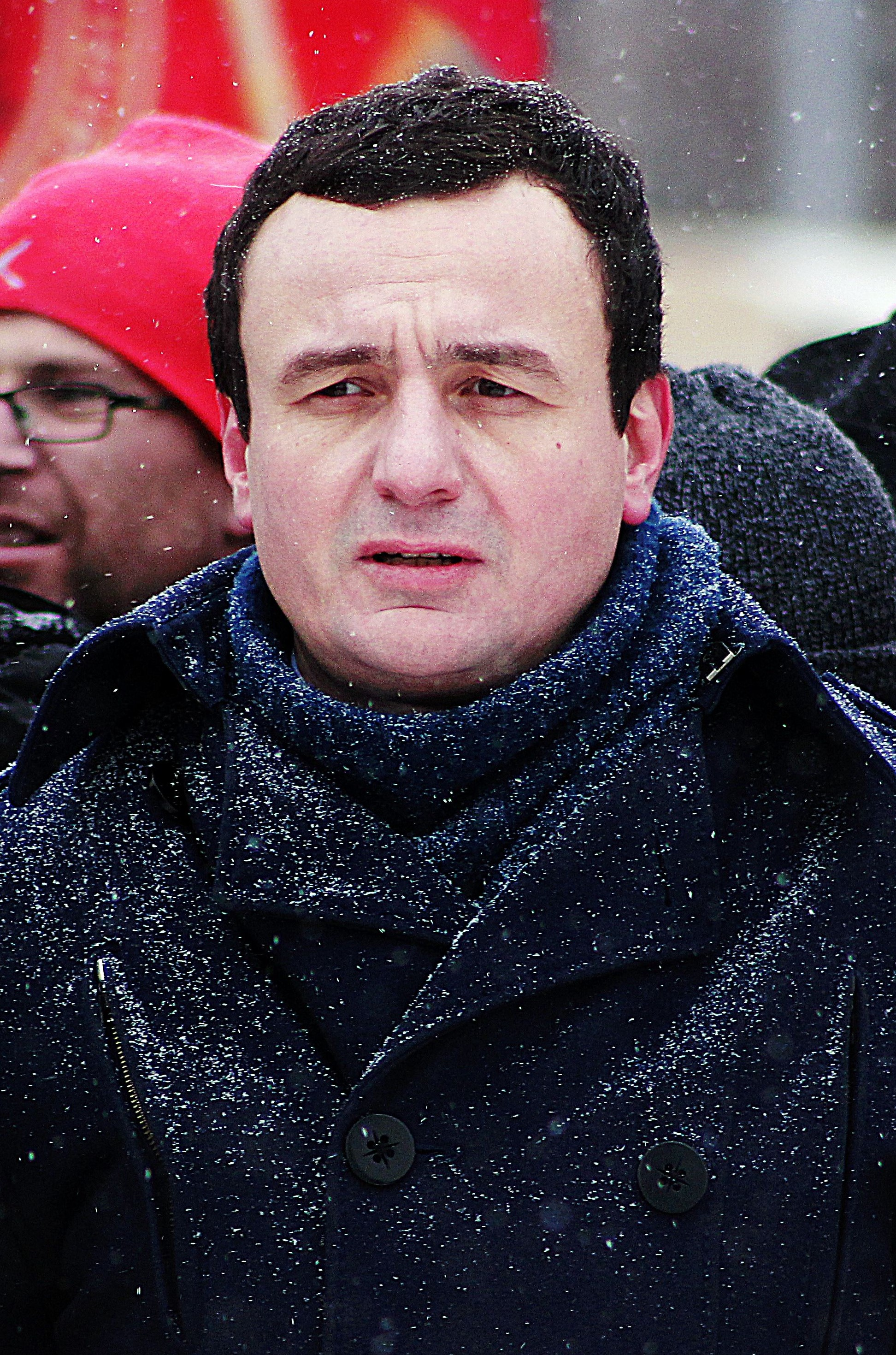
Albin Kurti manifestant en 2013

Il est dans la résistance au gouvernement de Slobodan Milošević à partir de 1997, à travers l'Union indépendant des étudiants de l'université de Pristina, où il est membre du comité de direction. Il est incarcéré par la police durant les bombardements de l’OTAN, en juin 1999.

### Dans l’opposition
En février 2007, il est arrêté à l'issue d'une manifestation réprimée par des policiers de la force internationale déployée au Kosovo. Il est à nouveau détenu en novembre 2015 à la suite d'une manifestation. Selon le journaliste Jean-Arnault Dérens, Albin Kurti « répond parfaitement au modèle du révolutionnaire professionnel payant sans hésitation de sa personne et jouissant d’une grande réputation d’intégrité. »
Dirigeant du parti Vetëvendosje (Autodétermination), lequel se réclame de la gauche souverainiste, Albin Kurti souligne que « nous ne nous considérons pas comme des nationalistes, avec tout ce que cela signifie de potentiel de violence et de guerre dans les Balkans. Nous croyons néanmoins que la nation demeure un concept important. Il ne faut pas la laisser aux mains de la droite ». Il revendique notamment le droit à l’autodétermination, ce qui pourrait conduire à un référendum sur une union du Kosovo et de l’Albanie. Sur les questions économiques, il souhaite rompre avec le modèle choisi par tous les pays des Balkans reposant sur des privatisations et les investissements étrangers. Les autres partis de gauche des Balkans conservent une certaine réserve à l'égard de  Vetëvendosje en raison de ses références nationalistes.
Son engagement contre la corruption lui vaut d’être surnommé le « Robespierre du Kosovo ». Il gagne progressivement en popularité en promettant de lutter contre la corruption endémique et en remisant sa proposition de fusion avec l’Albanie.

### Premier ministre du Kosovo

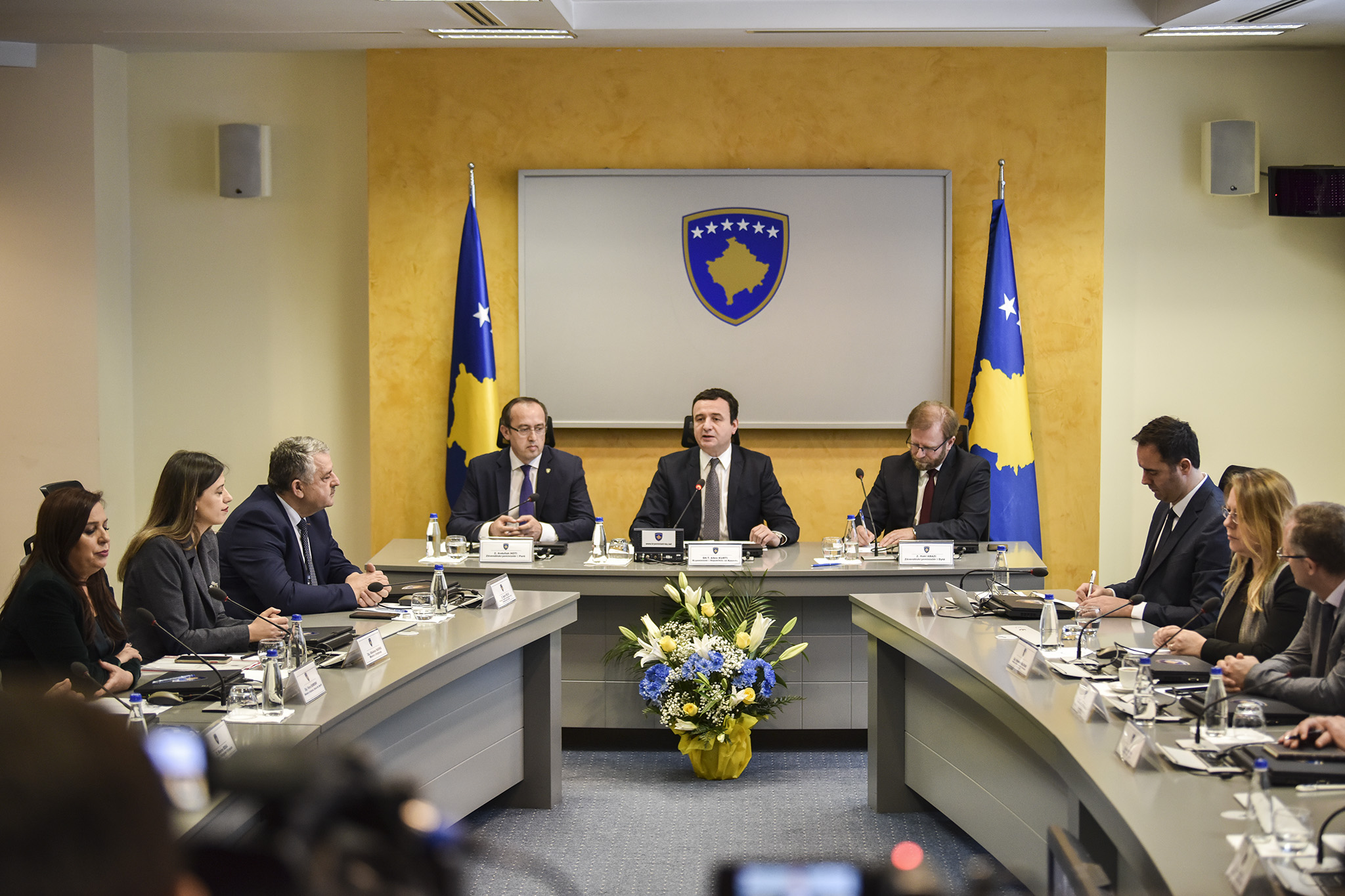
Première réunion du gouvernement de Kurti.

#### Première désignation
À la suite des élections législatives de 2019, où son parti arrive en tête, il est chargé de former un gouvernement par le président Hashim Thaçi. Un accord de gouvernement est conclu avec la Ligue démocratique du Kosovo et il devient Premier ministre le 3 février 2020.

##### Exercice du pouvoir
L'une des premières décisions de Kurti et de son gouvernement est d'annuler l'augmentation de salaire impopulaire accordée aux ministres par le gouvernement de Ramush Haradinaj et de ramener les salaires à leur montant précédent.
Il souhaite introduire une période de trois mois de service militaire de conscription au Kosovo, et il considère cette mesure importante pour la défense du pays. 

##### Motion de censure
Le 25 mars 2020, en pleine pandémie de coronavirus, son gouvernement est renversé par une motion de censure déposée par la LDK, qui fait partie de sa majorité parlementaire. La motion de censure a été déposée après le limogeage d'un ministre de la LDK par Albin Kurti pour avoir soutenu la proposition de la mise en place de l'état d'urgence par le président Thaçi, qui aurait gagné du pouvoir durant cette période. Il assure l'intérim à partir du 26 mars jusqu'à la désignation d'un nouveau Premier ministre.
Avdullah Hoti est chargé de former un gouvernement. Le 1er mai, la Cour constitutionnelle suspend cette décision à la suite d'une plainte d'Albin Kurti qui réclame de nouvelles élections législatives. Le 3 juin, Avdullah Hoti est confirmé Premier ministre par 61 députés sur 120 au cours d'une séance boycottée par Autodétermination.
Albin Kurti dépose le 11 juin un nouveau recours auprès de la Cour constitutionnelle. Il argue que le vote de confiance a été acquis avec une seule voix d'avance, alors que parmi les suffrages favorables se trouve celui du député Etem Arifi, du Parti démocrate des Ashkalis du Kosovo (PDAK), or ce dernier était condamné depuis le 9 mars à une peine de 15 mois de prison ferme pour fraude, à laquelle il continuait d'échapper grâce à plusieurs recours, plaidant un mauvais état de santé, avant de se rendre finalement à la police fin septembre. Kurti base sa plainte sur l'article 70 de la Constitution, qui prévoit la fin automatique du mandat parlementaire en cas de condamnation à plus d'un an de prison, tandis que les soutiens du gouvernement argue que la condamnation d'Arifi a eu lieu sous la législature précédente,. Le 21 décembre, la Cour rend son verdict. Elle juge effectivement inconstitutionnel le vote d'investiture du gouvernement Hoti, et ordonne dans la foulée à la présidente par intérim de convoquer de nouvelles élections dans un délai maximum de 40 jours,.

#### Seconde désignation
Lors des élections législatives de 2021, il s'allie à Vjosa Osmani, présidente du Parlement et ancienne cadre dirigeante de la LDK, dont elle a été exclue. Sa présence sur la liste étant invalidée par la commission électorale, cette dernière est donc de jure la tête de liste de Vetëvendosje. Le parti arrive largement en tête avec 48 % des voix. 
L'avance d'Autodétermination est telle qu'elle devrait lui permettre de gouverner sans avoir à former de coalition avec ses adversaires, en s'appuyant sur le seul soutien des partis des minorités,,. Déclarant « refuser tout compromis avec l'ancien régime », Kurti annonce son intention de former une coalition avec des députés issus des minorités non serbes. 
Albin Kurti s'entretient le 18 mars avec les dirigeants des partis des minorités non serbes élus au parlement, en présence de la présidente Vjosa Osmani. À l'issue de ces entretiens, Emilija Redzepi, Elbert Krasniqi et Duda Balje, représentant respectivement le Nouveau parti démocratique, la Nouvelle initiative démocratique du Kosovo et l'Union sociale démocratique, annoncent leur intention de soutenir un gouvernement mené par Kurti, ainsi que de voter pour Osmani lors de la présidentielle à venir. Les trois sièges de ces soutiens assurent à Autodétermination une majorité absolue à l'assemblée. Fikrim Damka et Rasim Demiri, dirigeants du Parti démocratique turc du Kosovo et de la Coalition Vakat ne se prononcent pas, mais se déclarent ouverts à des négociations.
Sa candidature est proposée par le président de la République par intérim Glauk Konjufca le 22 mars. Le jour même, son gouvernement est investi par le Parlement. Il reçoit ainsi le soutien du Nouveau parti démocratique, de la Nouvelle initiative démocratique du Kosovo et de l'Union sociale démocratique en plus de Vetëvendosje. Il déclare que ses priorités seront la lutte contre la corruption et la situation économique, sociale et sanitaire. Sa marge de manœuvre semble cependant limitée.
Après le renversement du premier gouvernement Kurti au bout de quatre mois seulement, en juin 2020, le parti Autodétermination (Vetëvendosje) serait devenu « attrape-tout ». Pour les élections de février 2021, le groupe parlementaire s’est élargi à des personnalités issues de la droite, la ministre de l’économie Artane Rizvanolli s’affichant ouvertement néolibérale. D’anciens compagnons de route d'Albin Kurti finissent par quitter le parti en voyant celui-ci évoluer vers le nationalisme et le populisme, et reprochant également au Premier ministre sa gestion solitaire, voire autoritaire, du pouvoir. « Kurti est un nationaliste, très à gauche, érudit, non corrompu, mais peu ouvert au compromis », souligne à ce sujet Teuta Vodo, universitaire spécialiste des Balkans. 

##### Politique économique et sociale
Il poursuit une politique plutôt progressiste conduisant à l'adoption d'une loi limitant l’écart des salaires dans la fonction publique de 1 à 4,74, la gratuité de l’enseignement public jusqu’au master, le développement de l’apprentissage, la revalorisation des retraites et des pensions des handicapés, ainsi que la création d’une allocation-maternité et d’allocations familiales. Son gouvernement prévoit également la mise en place d'un salaire minimum garanti et une réforme fiscale pour rendre l'impôt progressif.

##### Questions sociétales
Il présente en 2022 le projet de nouveau code civil qui, entre autres choses, ouvre la voie à la légalisation des unions civiles entre personnes de même sexe. Le texte n'est cependant pas approuvé par le Parlement.

##### Politique étrangère
Les déclarations pro-israéliennes d'Albin Kurti dans le cadre du conflit israélo-palestinien en 2021, apparemment dues à la dépendance du Kosovo à l'égard des États-Unis, surprennent et déçoivent une grande partie de ses partisans.

##### Tensions avec la minorité serbe
À partir de 2022, il mène une politique offensive contre la minorité serbe du Kosovo avec pour objectif de réinstaller la souveraineté de son gouvernement sur l’ensemble du territoire kosovar. En avril, il a d’abord empêché le gouvernement de Belgrade d’ouvrir des bureaux de vote à Mitrovica, une ville du nord du Kosovo peuplée principalement de Serbes, pour les élections législatives serbes. En août, il a ensuite exigé que la Serbie reconnaisse les pièces d’identité et les plaques d’immatriculation kosovares, menaçant sinon de refuser aux Serbes du Kosovo de pouvoir rentrer chez eux avec des papiers serbes. Il permet le déploiement d’une unité spéciale de police concurrente des unités locales et augmente considérablement le budget des forces de sécurité (de 52 % en 2022 et de 20 % en 2023). Cette stratégie d'antagonisation, visant à arracher un accord avec Belgrade, a conduit en réaction des membres de la minorité serbe à ériger des barricades sur les routes et à des affrontements avec la police. Début novembre, des centaines de juges, policiers ou agents des municipalités serbes ont démissionné pour dénoncer la stigmatisation de cette région.
En 2023, la décision du gouvernement kosovar d’installer des maires albanais à la tête de plusieurs villes très majoritairement peuplées de Serbes provoque des heurts entre manifestants serbes d'une part et forces spéciales de la police kosovare et troupes de l’OTAN (KFOR) d'autre part, faisant une centaine de blessés en quelques jours. Plusieurs pays, dont la Russie et les États-Unis, ont critiqué l'attitude du gouvernement kosovar.